# گومی هلدینگ
گومی هلدینگ (انگلیسی: GOME Holdings) شرکت لوازم خانگی هنگ کنگی است، که در سال ۱۹۸۷ تأسیس شد.